# Fisiopatología
La fisiopatología es el estudio de los procesos patológicos (enfermedades) físicos y químicos que tienen lugar en los organismos vivos durante la realización de sus funciones. Estudia los mecanismos de producción de las enfermedades en relación con los niveles máximos molecular, subcelular, celular, tisular, orgánico y anatómico.
La fisiopatología está muy relacionada con la anatomía, biología molecular, bioquímica, biología celular, genética, fisiología, inmunología, farmacología y ciencias morfológicas. La fisiopatología se desprende de la fisiología (ciencia biológica que tiene por objeto el estudio de la dinámica de los cuerpos organizados). Por ende, la fisiopatología se constituye en una disciplina basada en proporcionar las bases científicas de la práctica médica. Además, constituye un puente entre las disciplinas básicas y clínicas y, al estudiar a los animales (entre ellos al ser humano), tiene una importante proyección hacia la veterinaria.